# Wandsbeker FC

Vereinslogo

Der Wandsbeker FC war ein Sportverein aus dem Hamburger Stadtteil Wandsbek. Die erste Fußballmannschaft spielte 15 Jahre in der höchsten hamburgischen Amateurliga.

## Geschichte
Der Wandsbeker FC entstand im Jahre 1910 durch den Zusammenschluss der Straßenfußballvereine BC Frisch-Auf und Wandsbeker BC 1906. Im Jahre 1922 stieg die Mannschaft in die zweithöchste Spielklasse auf und erreichte zwei Jahre später ohne Punktverlust die höchste Liga. In der Alsterkreisliga spielte der WFC zumeist gegen den Abstieg. In der Saison 1926/27 gelang den Wandsbekern ein 2:0-Sieg über den Hamburger SV. Ein Jahr später revanchierte sich der Hamburger SV mit einem 18:5-Sieg im heimischen Rothenbaum-Stadion, bei dem Otto Harder alleine elf Tore erzielte. Das Spiel war einer der Auslöser der Fußball-Revolution, in dessen Folge der WFC durch eine Ligareform zurück in die Zweitklassigkeit musste.
Im Jahre 1931 stand der WFC kurz vor dem Wiederaufstieg, verlor jedoch das Entscheidungsspiel gegen den SC Wacker 04 mit 2:3. Fünf Jahre später stieg die Mannschaft in die Drittklassigkeit ab und geriet in den Schatten den Lokalrivalen Concordia. Nach dem Zweiten Weltkrieg stieg die Mannschaft 1948 Amateurliga Hamburg auf und 1951 wieder ab. Schon zwei Jahre später gelang der Wiederaufstieg, der den WFC im hamburgischen Oberhaus etablieren sollte. Mehr als Platz sechs wurde jedoch nicht erreicht.
Im Jahre 1961 stieg der WFC erneut aus der Amateurliga ab und rutschte zwei Jahre später in die Fünftklassigkeit. Erst 1972 gelang der Wiederaufstieg, dem zwei Jahre später nach einem Entscheidungsspielsieg gegen den 1. SC Norderstedt die Rückkehr ins Hamburger Oberhaus folgte. Bereits 1976 stieg der WFC wieder ab und fand sich drei Jahre später in der Bezirksliga wieder. Nach einem Landesligagastspiel zwischen 1980 und 1983 kehrte der Verein 1988 erneut in die Landesliga und zwei Jahre später in die Verbandsliga zurück. Auch dieses Mal hielt sich der WFC nur zwei Jahre in Hamburg höchster Amateurliga.
Von Anfang der 1970er Jahre bis Mitte der 1980er Jahre bestand beim Wandsbeker FC auch eine Tischtennisabteilung, die am Spielbetrieb des Hamburger Tisch-Tennis-Verbandes teilnahm.
Nach sechs Jahren in der Landesliga fusionierte der Wandsbeker FC am 24. April 1998 mit dem Hinschenfelder SV von 1890 zum TSV Wandsetal. Der Hinschenfelder SV spaltete sich im Jahre 1923 im Rahmen der Reinlichen Scheidung als Hinschenfelder FC von der Hinschenfelder Turnerschaft ab. Im Jahre 1994 fusionierte der Hinschenfelder FC von 1923 mit der Hinschenfelder Turnerschaft von 1890 und dem Hinschenfelder SV von 1891 zum Hinschenfelder SV.

## Persönlichkeiten
- Friedo Dörfel
- Helmut Sandmann